# Wadi Bani Awf

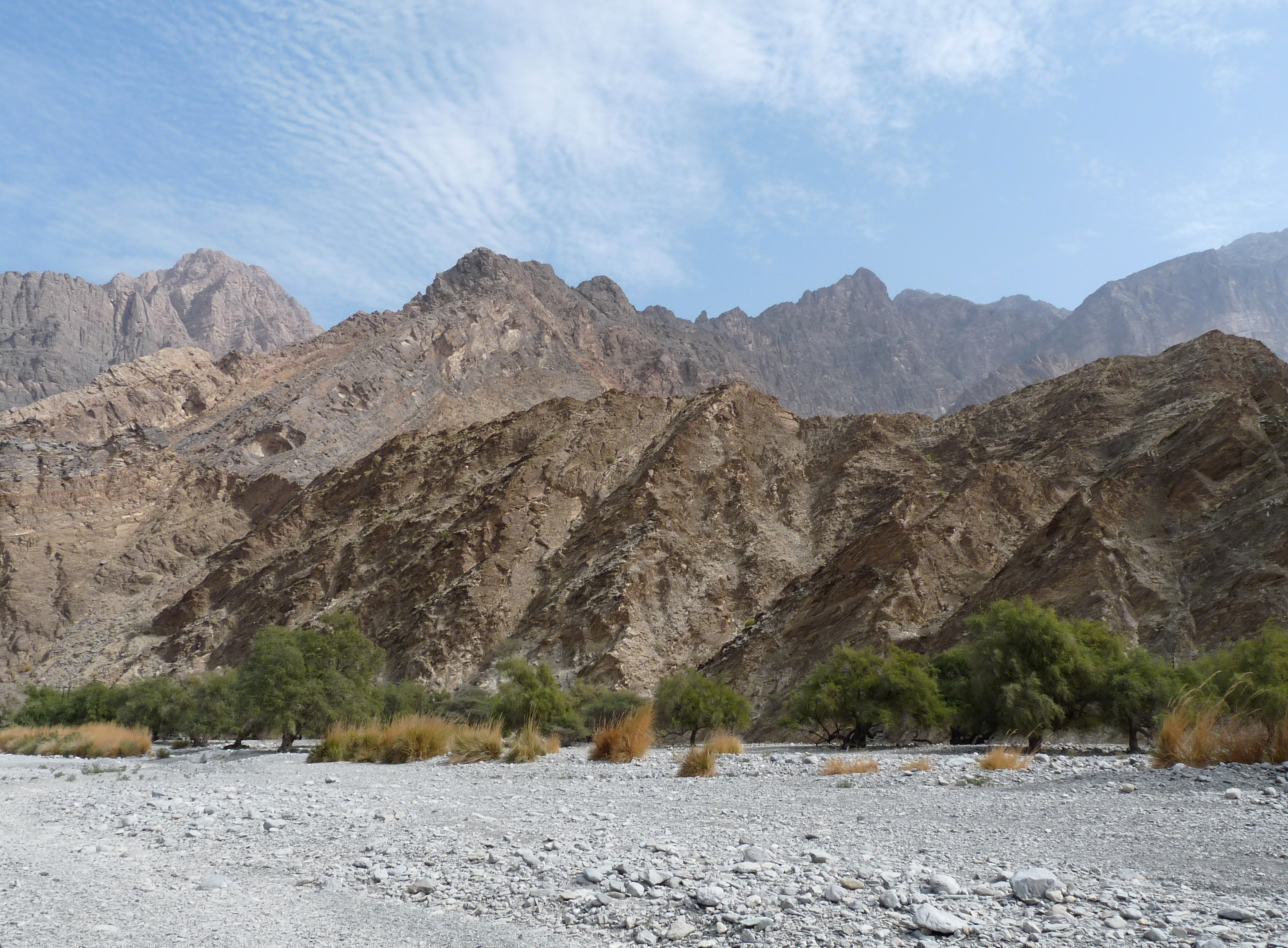
Le lit du Wadi Bani Awf en janvier

Le Wadi Bani Awf est un wadi situé au Sultanat d'Oman, dans la région Ad-Dākhilīyah, au Nord du pays. Il se trouve au cœur du Hajar occidental.